# ویسواف گاووفسکی
ویسواف گاووفسکی (انگلیسی: Wiesław Gawłowski; ۱۹ مهٔ ۱۹۵۰ – ۱۴ نوامبر ۲۰۰۰) بازیکن والیبال اهل لهستان بود.